# Coly
Coly är en kommun i departementet Dordogne i regionen Nouvelle-Aquitaine i sydvästra Frankrike. Kommunen ligger i kantonen Terrasson-Lavilledieu som tillhör arrondissementet Sarlat-la-Canéda. År 2018 hade Coly 209 invånare.

## Befolkningsutveckling
Antalet invånare i kommunen Coly
Referens:INSEE